# Контактор
Контакторът е апарат за управление с две устойчиви положения (включено и изключено), чието задвижване е автоматично (пневматично, хидравлично, електромагнитно).
Контакторите служат да включват, пропускат и изключват токовете на електрическите вериги и устройства (главно електродвигатели) при обичайни условия на работа, включително и токове на претоварване.
Най-разпространени са електромагнитните контактори.

## Конструкция
Основните компоненти на контактора са бобина, главни и спомагателни контакти, корпус, магнитопровод и дъгогасителна система. Електромагнитената система на контактора се образува от бобината и магнитопроводът. Контакторите имат главна, силова и спомагателна, управляваща верига, като е възможно и да няма спомагателни контакти или дъгогасителни камери, когато токът е по-малък. Контакторите за постоянен и за променлив ток имат различия в конструкцията си.

## Принцип на работа
При протичане на електрически ток в бобината се възбужда магнитен поток, който се затваря през магнитопровода и котвата. В резултат на това се създава електромагнитна сила, която се стреми да придвижи котвата по такъв начин, че да намали общата дължина на пътя на магнитния поток. Електромагнитната сила преодолява силите на пружините, поддържащи котвата в изходно положение, и я придвижва до удар в стопа или полюса на неподвижната част на магнитопровода. При движението на котвата се задвижват и подвижните контакти на контактната система. 